# Naoto Kan
Naoto Kan (* 10. října 1946 Ube, Japonsko) je japonský politik, od června 2010 do srpna 2011 předseda Demokratické strany Japonska a premiér země. Odstoupil z důvodu špatného řešení jaderné havárie v elektrárně Fukušima-Daiči. Ve funkci jej nahradil Jošihiko Noda.
Ve funkci nahradil Jukio Hatojamu, v jehož vládě zastával post ministra financí.